# چارلز بستانی
چارلز بُستانی (به انگلیسی: Charles Boustany) نمایندهٔ حوزه انتخابیه هفتم لوئیزیانا از حزب جمهوری‌خواه ایالات متحده آمریکا در مجلس نمایندگان ایالات متحده آمریکا است که برای نخستین‌بار در ۴ ژانویه ۲۰۰۵ میلادی به‌عضویت این مجلس درآمد.